# Messier 90
M90 (Messier 90 / NGC 4569) is een spiraalvormig sterrenstelsel in het sterrenbeeld Maagd (Virgo) gelegen in de Virgocluster. Het stelsel is op 18 maart 1781 ontdekt door Charles Messier.